# واهه آهارونیان (نوازنده پیانو)
واهه گریگوری آهارونیان (ارمنی: Վահե Գրիգորի Ահարոնյան؛  زادهٔ ۲۰ اکتبر ۱۹۳۳ - درگذشته ۱۸ سپتامبر ۱۹۹۴) نوازنده پیانو اهل ارمنستان بود. وی بین سال‌های - تا - میلادی فعالیت می‌کرد.

## زندگی‌نامه
وی در ۲۰ اکتبر ۱۹۳۳ در صوفیه به دنیا آمد و از کنسرواتوار دولتی کومیتاس ایروان (۱۹۵۷) فارغ‌التحصیل گشت. وی در کنسرواتوار دولتی کومیتاس ایروان فعالیت می‌کرد. همچنین برندهٔ جوایزی همچون هنرمند شایسته ارمنستان شوروی (۱۹۷۴) شده است. وی در ۱۸ سپتامبر ۱۹۹۴ در سن ۶۰ سالگی در ایروان درگذشت.